# Santuari d'Íria
El santuari d'Íria (en grec, Ύρια) és un jaciment arqueològic situat a l'illa de Naxos, Grècia. El seu ús com a lloc de culte no ha cessat des del s. XIV ae fins a l'actualitat.

## Restes arqueològiques

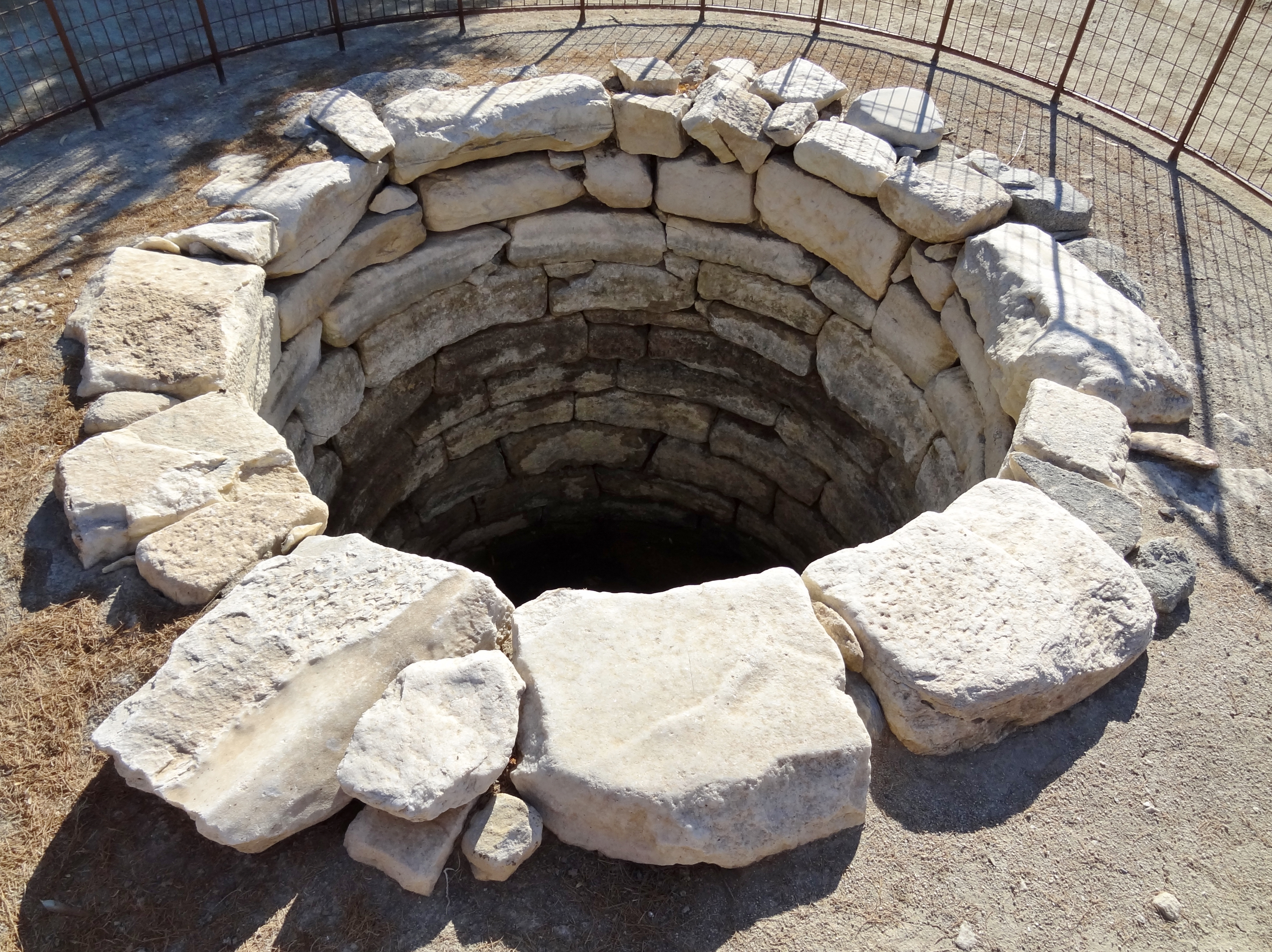
Pou del santuari

El jaciment arqueològic fou identificat al 1982; fou excavat entre 1986 i 1996 i rehabilitat entre 1992 i 1996 per equips procedents de la Universitat d'Atenes i de la Universitat de Múnic.
Aquest santuari tingué una època inicial en què sembla que l'adoració es realitzava a l'aire lliure, entre el període micènic i el geomètric mitjà (és a dir, aproximadament entre els anys 1300-1100 i 800-750 ae).
Cap al 800 ae s'hi construí un temple que probablement fou destruït per una inundació. Aquest fou reemplaçat, cap al 730 ae, per un edifici cerimonial que constava de quatre sectors allargats separats per columnates i bancs exteriors per als fidels.
L'edifici fou arrasat per raons desconegudes i s'hi va construir un altre temple, a principis del s. VII ae, de forma quadrangular, amb tres naus. A la fi del segle el culte va tornar a ser a l'aire lliure.
El següent temple, les restes del qual s'han conservat, fou construït cap al 580-570 ae. És un hekatómpedon d'estil jònic, dividit en tres passadissos per columnes. Constava d'un altar de marbre i s'hi retia culte a Dionís.
Al voltant del santuari hi havia una estructura en forma d'estoa que tenia la funció d'albergar banquets cerimonials. En aquesta àrea es trobaren molts utensilis de ceràmica i de cuina.
En l'època romana, cap al s. I ae hagué de ser rehabilitat. Cap al s. V es convertí en una basílica paleocristiana. Posteriorment s'edificà a la rodalia l'església bizantina de Sant Jordi.